# Brigitte Burmeister
Brigitte Burmeister (Posen, 25 settembre 1940) è una scrittrice e francesista tedesca.

## Biografia
Laureata in letteratura francese all'Università di Lipsia, nell 1967 è divenuta membro dell'Accademia delle Scienze della DDR a Berlino, dove si è occupata di letteratura romanza e di teorie del linguaggio. Nel 1983 ha deciso di lasciare l'istituto e la carriera scientifica per abbracciare quella letteraria.
Nel 1987 ha pubblicato il suo romanzo d'esordio, Anders oder Vom Aufenthalt in der Fremde ("Anders ovvero Il soggiorno nell'estraneità"), accolto entusiasticamente dalla critica e paragonato al Nouveau roman. È anche attiva come autrice di racconti brevi e traduttrice.